# Loudwater
Loudwater is een plaats in het bestuurlijke gebied Wycombe, in het Engelse graafschap Buckinghamshire. De plaats telt 4.170 inwoners.

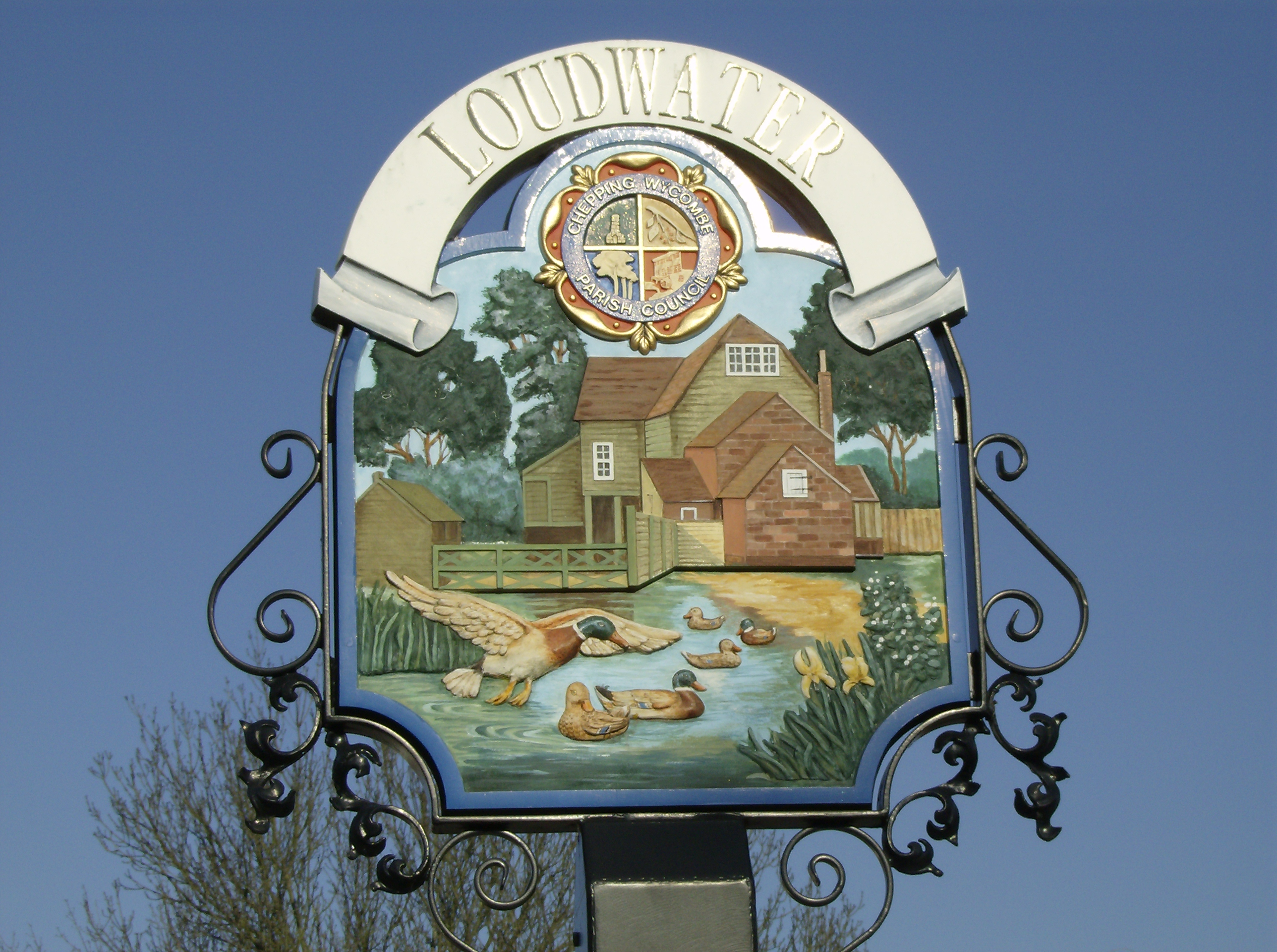
Loudwater
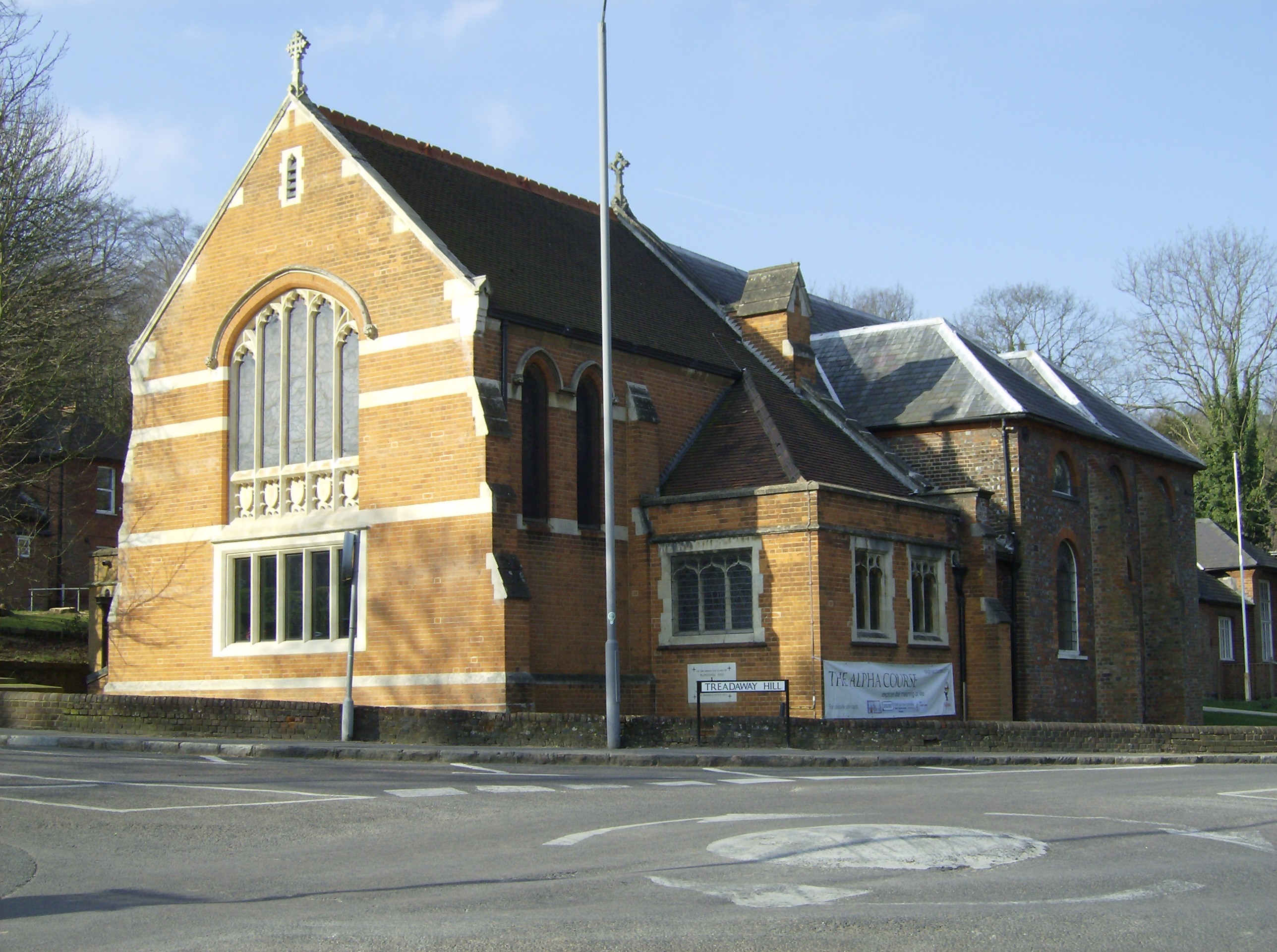
Kerk van Loudwater